# Charles Lever

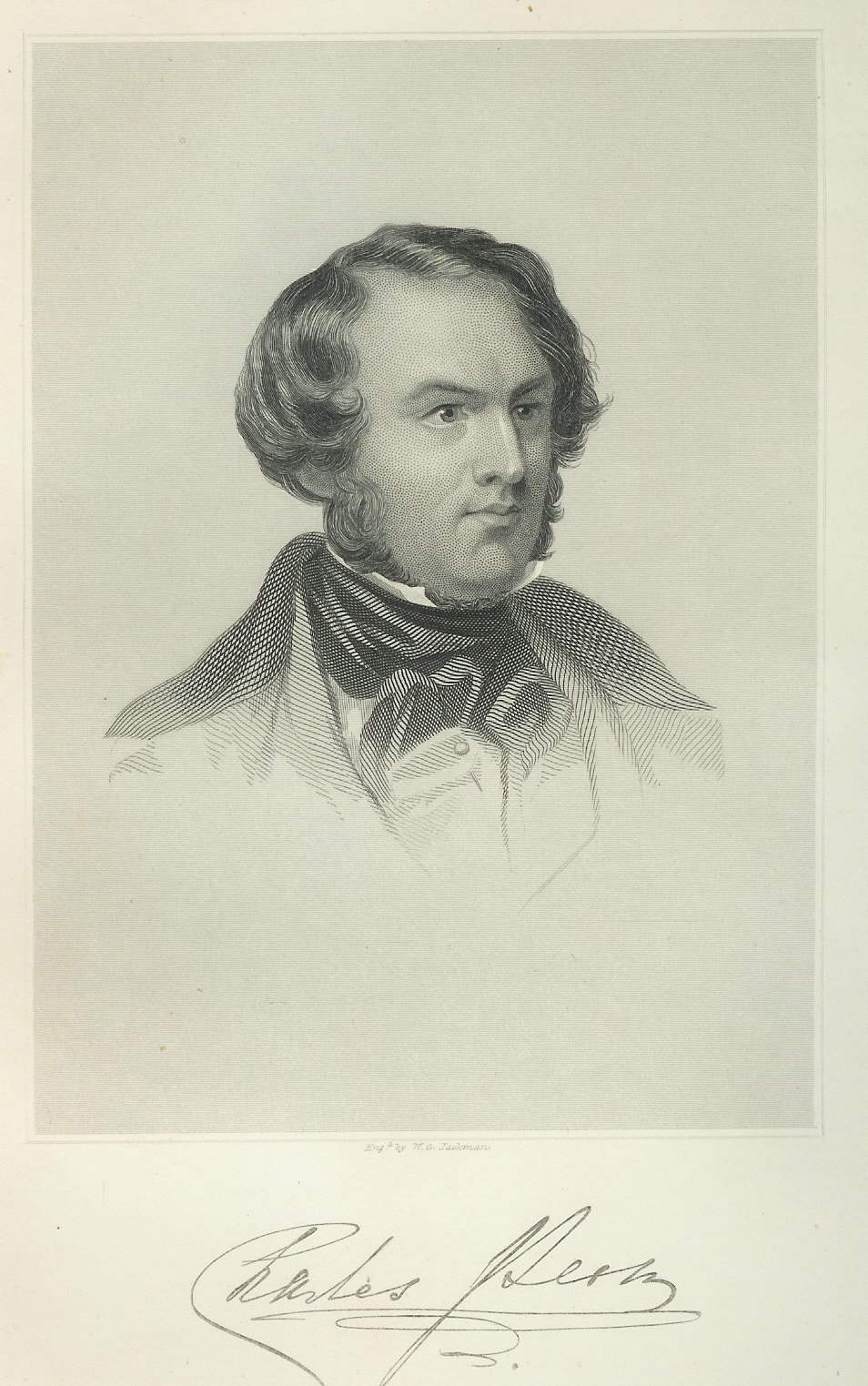
Charles Lever.

Charles James Lever, född 31 augusti 1806 i Dublin, död 1 juni 1872 i Trieste, var en irländsk romanförfattare.
Lever bedrev medicinska studier och blev medicine doktor i Göttingen, tjänstgjorde från 1832 som koleraläkare på Irland, praktiserade i Bryssel 1837-42 och redigerade 1842-45 Dublin university magazine. Därefter bodde han omväxlande i Karlsruhe, Tyrolen och Florens samt blev engelsk konsul i Spezia 1858 och i Trieste 1867.
I sina första romaner, The confessions of Harry Lorrequer (1837) och Charles O'Malley (1841), framstod Lever som mycket livlig och underhållande berättare med överdådigt gott lynne. I St. Patrick's eve (1846), The knight of Gwynne (1847) med flera skildrade han en äldre tids iriska feodaladel. Av hans senare rika alstring bör nämnas The Daltons (1852), The Dodd family abroad (1854), Arthur O'Leary (1856), Con Cregan, the irish Gil Blas (1857), That boy of Norcott's (1869), The rent in a cloud (1869) och Lord Kilgobbin (1872). Levers samlade verk gavs ut 1872 i 21 band, valda arbeten i 18 band 1898-99.